# 巴尔德鲁埃达
巴尔德鲁埃达，是西班牙卡斯蒂利亚-莱昂莱昂省的一个市镇。 总面积161平方公里，总人口1174人（001年），人口密度7人/平方公里。